# Newington (Connecticut)
Newington è un comune di 29.676 abitanti degli Stati Uniti d'America, situato nella Contea di Hartford nello Stato del Connecticut.